# Expressway 153 (Südkorea)
Der Expressway 153  (kor. 평택 시흥 고속도로) ist eine Schnellstraße in Südkorea. Die Autobahn bildet eine Verbindung zwischen Siheung und Pyeongtaek im Süden und Westen von Seoul und entlastet den parallel verlaufenden Expressway 15. Der Expressway 153 ist 43 Kilometer lang.

## Straßenbeschreibung
Der Expressway 153 ist eine Nord-Süd-Route von Pyeongtaek über Ansan nach Siheung, die sowohl den Expressway 1 als auch den Expressway 15 entlasten soll. Die Autobahn hat 2 × 2 bzw. 2 × 3 Fahrstreifen, mit relativ wenigen Abfahrten. Der Expressway 153 verläuft westlich des Expressway 15 und beginnt an einer Kreuzung mit den Expressways 15 und 40, westlich von Pyeongtaek und dann parallel zum Expressway 15, der ca. 5 bis 10 Kilometer westlich davon verläuft. Es gibt drei Abfahrten an das untergeordnete Straßennetz, einschließlich einer Abfahrt an der Stadt Ansan. In Ansan endet die Autobahn auf dem Expressway 50, der Tangente südlich der Stadt Seoul.

## Geschichte
Am 31. März 2008 begann der Bau der Autobahn und am 28. März 2013 wurde die neue Autobahn zwischen Pyeongtaek und Siheung eröffnet.

## Eröffnungsdaten der Autobahn
| von        | nach    | Länge | Datum      |
| ---------- | ------- | ----- | ---------- |
| Pyeongtaek | Siheung | 43 km | 28.03.2013 |

## Zukunft
Weitere Pläne umfassen eine Erweiterung nach Süden Richtung Hongseong, parallel zum Expressway 15. Dieses Teil soll etwa 55 Kilometer lang werden und soll zwischen 2013 und 2018 gebaut werden. Dies würde die Autobahn auf 108 Kilometer Gesamtlänge bringen.

## Verkehrsaufkommen
Es liegen noch keine Daten über das Verkehrsaufkommen vor.

## Ausbau der Fahrbahnen
| von        | nach    | Länge | Fahrspuren       |
| ---------- | ------- | ----- | ---------------- |
| Pyeongtaek | Siheung | 43 km | 2 × 2 bzw. 2 × 3 |